# Partito Costituzionale Progressista (Malta)
Il Partito Costituzionale Progressista (in lingua inglese: Progressive Constitutional Party - PCP ed in lingua maltese: Partit Kostituzzjonali Progressiv) fu un partito politico maltese di orientamento social-liberale fondato nel 1953 da Mabel Strickland, fuoriuscita dal Partito Costituzionale.
La scissione si legava al tema delle relazioni tra l'allora colonia di Malta e il Regno Unito: il PCP, infatti, contrastava l'ipotesi di una netta integrazione con la monarchia britannica (proposta che sarebbe stata approvata col referendum del 1956), perseguendo invece l'opzione dell'autogoverno nell'ambito del Commonwealth. Quest'ultima alternativa si concretizzò effettivamente nel 1964, con la proclamazione dello Stato di Malta.
Il partito riuscì ad ottenere una rappresentanza parlamentare alle elezioni del 1962, in cui raggiunse il 4,8% dei voti.
Dopo le elezioni elezioni del 1971 il PCP si dissolse.

## Risultati
| Elezione          | Voti  | %   | Seggi  |
| ----------------- | ----- | --- | ------ |
| Parlamentari 1953 | 5.128 | 4,3 | 0 / 40 |
| Parlamentari 1955 | 3.649 | 3,0 | 0 / 40 |
| Parlamentari 1962 | 7.290 | 4,8 | 1 / 50 |
| Parlamentari 1966 | 2.009 | 1,4 | 0 / 50 |
| Parlamentari 1971 | 1.756 | 1,0 | 0 / 55 |